# Petrarca Rugby 2016-2017

## Competizioni

### Competizioni nazionali
- Eccellenza 2016-2017

### Coppe europee
- European Rugby Continental Shield 2016-2017